# Yeongam-gun
Yeongam-gun (hangul 영암군, hanja 靈巖郡) är en landskommun (gun)  i den sydkoreanska provinsen Södra Jeolla. Vid slutet av 2020 hade kommunen 57 515 invånare.
Kommunen består av två köpingar, den administrativa huvudorten Yeongam-eup och Samho-eup som är den befolkningsmässigt största orten, samt av nio socknar:
Deokjin-myeon,
Dopo-myeon,
Geumjeong-myeon,
Gunseo-myeon,
Haksan-myeon,
Miam-myeon,
Seoho-myeon,
Sijong-myeon och
Sinbuk-myeon.